# Hilda av Whitby

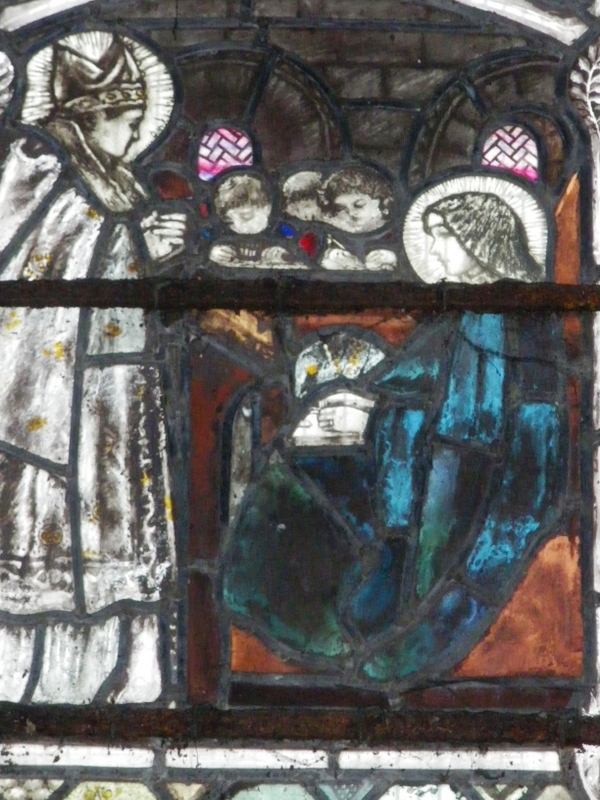
Aidan av Lindisfarne besöker Hilda. Målning i Katedralen i Gloucester.

Hilda (eller Hild) av Whitby, född cirka 614, död 17 november 680, var en tidigengelsk nunna och sedermera kristet helgon från England. Hon grundade klostret Whitby Abbey och blev dess abbedissa. Hon stod värd för synoden i Whitby, och spelade en betydande roll för kristnandet av det anglosaxiska England. Kunskapen om hennes liv grundar sig till stor del på Beda venerabilis och hans historiekrönika Historia ecclesiastica gentis Anglorum.

## Biografi
Beda anger att Hilda föddes 614 e.Kr. Som brorsbarnbarn till kung Edwin av Deira växte hon upp i kungens hov, och tog emot kristendomen tillsammans med kung Edwin när Paulinus av York predikade vid hans hov. Edwin och hela hans hov döptes av Paulinus på påskdagen, den 12 april 627.
Det skulle dock dröja ända till 33 års ålder innan Hilda beslutade sig för att avlägga klosterlöften. Hon drog sig först till Östanglernas område för att därifrån kunna resa till klostret i Chelles, i dagens Meaux, Frankrike. I klostret i Chelles fanns hennes syster, som också var mor till kung . Hon hann dock inte resa från Östangeln förrän biskop Aidan av Lindisfarne kallade henne till Northumbria. Han gav henne land nära floden Wear, där hon under ett års tid levde som nunna med ett fåtal systrar. Det är inte känt var Hildas första kloster fanns, om hon grundade det eller om det fortsatte efter Hildas tid där.
Efter ett år utsåg biskop Aidan Hilda till ny abbedissa över dubbelklostret i Hartlepool. Här undervisades Hilda av biskop Aidan och andra lärare, och hon arbetade för att klostret skulle inordna sig under den klosterregel och lära som hon undervisats i. Idag finns inga spår av klostret i Hartlepool, utöver arkeologiska fynd av en begravningsplats. Det är dock troligt att Hilda och klostret följde keltisk kristen tradition, då biskop Aidan hade sin bakgrund i klostret på Iona och de båda skulle ta ställning för den keltiska traditionen vid synoden i Whitby.
Efter ett knappt decennium, år 657, började Hilda lägga grunden för ett nytt kloster på en plats kallad Streaneshalch, senare känd som Whitby. Detta skulle bli hennes huvudsakliga gärning som kristen ledare. Även detta kloster var ett dubbelkloster. Beda skriver att Hilda lade stor vikt vid att bröderna skulle läsa Bibeln, öva sig i andliga dygder och på så sätt förbereda sig för kyrkliga uppdrag och altartjänst. Inte mindre än fem framtida biskopar utbildades i Whitby: Bosa (biskop av York), Hedda (biskop av Dorchester), Oftfor (biskop av Worcester), John (biskop av Hagulstad) och Wilfrid (biskop av York).
Enligt Beda hade Hilda år 680 grundat ytterligare ett kloster, cirka 13 miles från Whitby i Hackness. Hon avled samma år, 17 november 680, efter att i sju år ha lidit av sjukdom. Hennes dödsdag har också blivit hennes helgondag.

## Synoden i Whitby

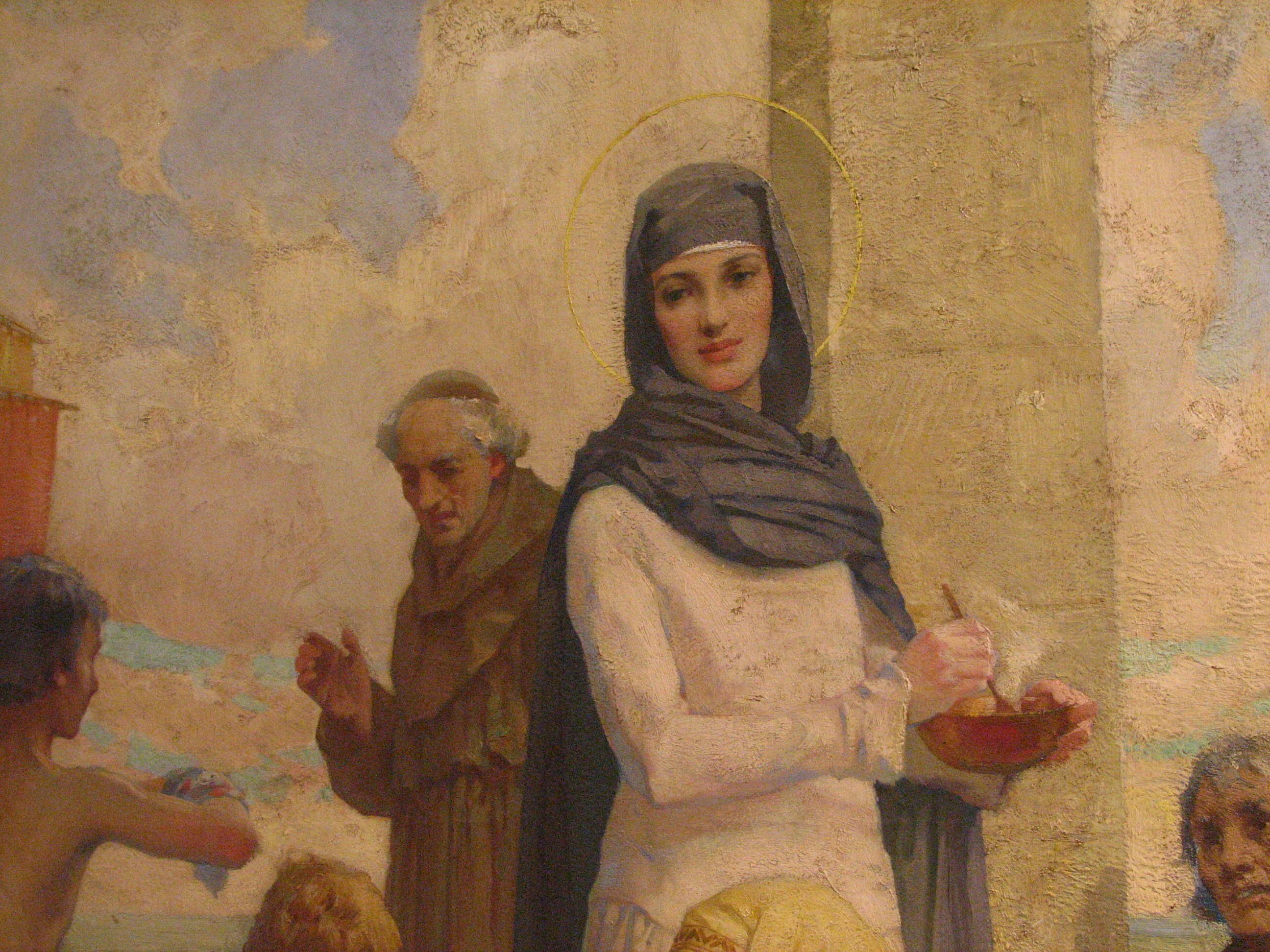
Sankt Hilda vid klostret i Hartlepool, detalj av oljemålning av James Clark.

År 664 sammankallade kung Oswiu av Northumbria en synod för att avgöra om kyrkan i Northumbria skulle följa keltisk eller romersk rit. Den stora stötestenen var frågan om hur datumet för påsken ska  beräknas och på vilket sätt munkarnas tonsur skulle formas. Synoden i Whitby var den första i Northumbria, och det var prestigefyllt att kungen valde Hilda och hennes kloster som värdar för mötet.
Efter långa diskussioner avslutades mötet med att kung Oswiu avgjorde att prästerna i Northumbria skulle följa den romerska praxisen. Hilda och de flesta andra mötesdeltagare accepterade hans beslut. Synoden får anses avgörande för utvecklingen av den engelska kyrkan, som fram till dess vilat på två ben men nu allt tydligare ställde sig under påvens i Rom ledning.

## Ikonografi
Sankt Hilda attribut i ikonmålningen är en abbedissas kräkla och klosterkyrkan i Whitby, som hon bär i sin hand. Som dekoration förekommer ofta ammoniter.